# Morto da Feltre
Morto da Feltre, soprannome forse di Lorenzo Luzzo o Luzzi, Pietro Luzzo o Pietro Luci (Feltre, 1480 circa – Zara o Venezia, 1527), è stato un pittore italiano operante nell'area della Repubblica di Venezia.
Citato da Giorgio Vasari nelle sue Vite de' più eccellenti pittori, scultori e architettori con il solo soprannome, gli studiosi sono divisi sul reale nome anagrafico dell'artista veneto; è stata anche avanzata l'ipotesi che si tratti di due distinti pittori nati e operanti nell'area veneta nel medesimo periodo storico. È conosciuto anche con il soprannome di Zarato o Zaroto, in riferimento al luogo della sua morte o forse perché il padre, chirurgo, lavorava a Zara. È difficile prescindere dalla biografia vasariana che è circostanziata. Il Morto quindi è sicuramente esistito e dipingeva "alla romana". In tutti i secoli trascorsi nessun'altra ipotesi di identificazione in altri pittori che non siano i feltrini Pietro o Lorenzo Luzzo è stata avanzata da nessuno storico dell'arte.
Il soprannome Morto è di origine incerta sulla quale sono state fatte alcune ipotesi. Esso si può collegare al presunto temperamento malinconico del pittore, tuttavia l'ipotesi più accreditata è legata alla testimonianza di Vasari, che narra della sua abitudine di trascorrere molto tempo nei cunicoli sotterranei degli scavi antichi in cerca di "grottesche", ovvero le pitture situate in quelle che popolarmente venivano chiamate "grotte" romane come la Domus Aurea a Roma e la Villa Adriana a Tivoli. 

## Biografia
Lorenzo Luzzo, non Pietro, nacque probabilmente a Feltre intorno al 1485, figlio di un medico chirurgo documentato a Zara dal 1475. I Luzzo, feudatari dei vescovi di Feltre fin dalla prima metà del secolo XV, abitarono a Feltre nel quartiere di S. Stefano. Alcuni documenti della fine del Quattrocento attestano la presenza della famiglia sia a Feltre che a Zara, e anche quelli riguardanti il solo L. e la sua attività di pittore, non anteriori al 1511, dimostrano che questi risiedette sia in Veneto sia in Dalmazia. Ciò sembra confermato anche dagli appellativi "de Feltro" e "zaroto" che spesso accompagnano il suo nome, nonché dalla presenza di alcune sue opere in entrambe le città.
Riguardo al suo apprendistato vi sono numerose ipotesi. Una delle più accreditate è che il Morto si accostò alla pittura grazie a Vittore Carpaccio che conobbe a Zara, dove il pittore veneto si recò per dipingere un famoso polittico . Lo seguì poi a Venezia dove svolse il proprio apprendistato. In seguito e ancora giovanissimo si recò a Roma, dove collaborò con il Pinturicchio nella decorazione dell'appartamento di papa Alessandro VI (Rodrigo Borgia) in Vaticano, ultimato nel 1494 e agli affreschi (perduti) della loggia e delle stanze da basso del mausoleo di Adriano divenuto Castel Sant'Angelo. Fu allora, spinto probabilmente dalle voci che circolavano nella bottega del Pinturicchio, che iniziò lo studio della pittura romana antica ("grottesche") scendendo nelle "grotte" romane (come la Domus Aurea). Si recò poi anche nel circondario (Tivoli) e si spinse fino a Pozzuoli per rilevare e studiare le decorazioni degli antichi manufatti romani superstiti. Da tener presente che le ville romane a Baia, oggi riscoperte e studiate da archeologi subacquei, erano ancora visibili. Sprofondarono infatti a causa del bradisismo locale nel 1538, dopo la morte di Morto. Anche Baia è citata dal Vasari nell'itinerario del pittore. Ecco le testuali parole dello storico dell'arte aretino :"Andò a Baia e a Mercato di Sabato , tutti luoghi pieni d'edifici guasti e storiati, cercando di maniera che con lunga e amorevole fatica in quella virtù crebbe infinitamente di valore e sapere" . Virtù di conoscere la pittura romana antica... 
Successivamente, dopo la morte di Alessandro VI, si spostò a Firenze dove egli ebbe modo di conoscere i maggiori artisti operanti nei primi anni del Cinquecento, come Michelangelo, Leonardo e Raffaello, e dove affrescò per Agnolo Doni in occasione delle nozze con Maddalena Strozzi (1504) il talamo.Così scrisse Giorgio Vasari nella " Vita" di Morto" : " ...e similmente per Agnolo Doni in una camera molti quadri , di variate e bizzarre grottesche ". Michelangelo e Raffaello lavorarono per lo stesso Agnolo Doni. Michelangelo dipinse il "Tondo Doni" e Raffaello fece il rittratto degli sposi.
Dal 1507 al 1510 il Luzzi era a Venezia, al fianco di Giorgione, con il quale collaborò alla realizzazione degli affreschi nel Fondaco dei Tedeschi, a Rialto. Vasari infatti scrive :" Perché venutoli a noia lo stare in Fiorenza si trasferì a Venegia. E con Giorgione da Castelfranco, ch'allora lavorava al Fondaco de' tedeschi , si mise ad aiutarlo , facendo gli ornamenti di quell'opera". 
Tra il '10 e il '20 egli sembra tornare a più riprese a Roma (dove guarda con interesse alla bottega e all'operato di Raffaello. L'innegabile tangenza , sia nello stile che nelle forme ,  tra Raffaello e Morto è dovuta piuttosto al fatto che entrambi si rifacevano allo studio della pittura romana antica. Vasari ci aiuta a capire quanto la scoperta della Domus Aurea entrò a far parte come modello nel repertorio di molti pittori scrivendo nella "Vita" di Giovanni da Udine : " Per il che andando Giovanni con Raffaello, che fu menato a vederle, restarono l'uno e l'altro stupefatti della freschezza , la bellezza e la bontà di quell'opere, parendo loro gran cosa ch'elle fussero sì lungo tempo conservate; ma non era gran fatto non essendo state tocche ne' vedute dall'aria , la quale col tempo suole consumare, mediante la varietà delle stagioni, ogni cosa. Queste grottesche adunque -che grottesche furono dette dell'essere state entro grotte ritrovate - fatte con tanto disegno ,  con si varii e bizzarri capricci , tramezzati di vari campi di colori, con quelle storiettine così belle e leggiadre , entrarono nel cuore e nella mente di Giovanni che datosi a quello studio , non si contentò di una sola volta o due disegnarle e ritrarle" presumibile che le "storiettine così belle e leggiadre " colpissero anche il cuore e la mente di Raffaello che si avvalse spesso di Giovanni da Udine nei suoi lavori. Inoltre altra occasione di vicinanza tra Raffaello e Morto ci fu a Firenze dove entrambi lavorarono per Agnolo Doni in occasione delle sue nozze con Maddalena Strozzi . Doni - sempre secondo Giorgio Vasari che ne parlò nella "Vita" di Raffaello Sanzio e nella "Vita" di Morto da Feltro -  si avvalse di Raffaello per i ritratto suo e di sua moglie, e di Morto,  per farsi decorare il talamo a grottesche. Cosa che poi Morto fece più tardi - Giuditta Guiotto in Dolomiti XVII,n.3 1993  "Grottesche e putti in casa de' Mezzan di Feltre"-   nel talamo di Nicolò de Mezzan nel 1520 a Feltre ) e a Feltre. 
Dopo alcuni lavori a Feltre, nel 1522, egli probabilmente si trasferì a Venezia. Lorenzo Luzzo ammalatosi, morì in una casa di Rialto il 14 dic. 1526 e venne sepolto nel cimitero di S. Francesco della Vigna. La notizia, data sempre da Vasari, secondo cui il pittore sarebbe morto a Zara combattendo per la Repubblica di Venezia, così come la nota cronaca che lo riguarda scritta da Bonifacio Pasole nel 1580 (in cui viene ricordato un Pietro Luzzo pittore, non Lorenzo. Attribuendo a Pietro tutto il corpus di opere attualmente dato a Lorenzo Luzzo) ha contribuito a rendere confuse le notizie sull'artista. Questo, fino a quando i documenti non hanno accertato che la reale professione del fratello di Lorenzo , Pietro, era quella del calzolaio, infatti, si è pensato a un caso di omonimia oppure ad una possibile sovrapposizione di identità tra i due. 
A tal proposito ecco l'elenco degli storici più antichi, e vicini agli eventi,  che parlarono del personaggio
Bonifacio Pasole (morte 1586) " Breve compendio delle cose più notabili dell'antiquissima et nobilissima città di Feltre". scrisse:" Pietro Luzzo da Feltre cognominato Zarotto...vedessi la palla in la Chiesa del Prothomartire S. Stefano sopra la piazza di Feltre" 
G. Bertondelli " historia della città di Feltre (1673)" scrisse di " Zaroto pitore stimatissimo detto il Morto da Feltre" 
Antonio Cambruzzi (1623-1681) scrisse nel manoscritto "Historia di Feltre"conservato presso il Seminario Vescovile di Feltre :" ..volò per il mondo la di lui fama, venendo quasi da tutti chiamato col nome di Zarotto, o di Morto da Feltre, ma da pochi col proprio di Pietro Luzzi."
Carlo Ridolfi (1594-1658) scrisse ne "Le meraviglie della pittura veneziana"  " Pietro Luzzo da Feltre detto Zarato ..." 
Luigi Lanzi scrisse in " Storia Pittorica " (1792) che Pietro Luzzo era detto Zarotto o Zarato e Morto da Feltre. 
Quatremere de Quincy (Antoine - Chrjsostome M.)  "Istoria della vita e delle opere di Raffaello Sanzio di Urbino" ed. Sonzogno 1829 pg. 139. " Di già un certo Morto da Feltre , curioso indagatore di quegli avanzi nascosti e sotterrati nei dintorni di Roma e di Napoli nelle catacombe numerosi, che le loro stesse rovine, se così puossi esprimere , avevano conservate, si era occupato di far rivivere quel gusto, cui diedesi il nome di grottesco, dai luoghi sotterranei, grotte, onde i modelli venivano ritrovati. " in nota " Vasari tomo 4° pag. 128 " Il nome di questo Morto da Feltre era Pietro Luzzi, che dicevasi anche Zarotto"

## L'opera

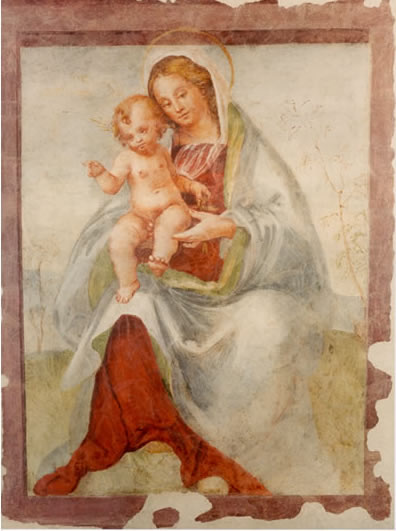
Vergine con Bambino, Museo Civico di Feltre

Come si è già menzionato, secondo Vasari, uno dei maggiori pregi dell'opera di Morto da Feltre fu il grande interesse e la dedizione con cui egli approfondì lo stile della pittura romana classica sopravvissuta nelle architetture sepolte.  Sempre Vasari afferma che lavorò a Roma nel periodo in cui il Pinturicchio, dipingeva per Alessandro VI e che collaborò con Giorgione, al Fondaco dei Tedeschi nel 1508. Nei documenti, tuttavia, al Luzzo non viene mai attribuito questo soprannome né tantomeno tra le sue opere note è possibile rintracciare grottesche che giustifichino una sua predilezione per questo genere pittorico. Inoltre, l'opera del Morto non si concentra a Roma, egli fu infatti attivo in una vasta area del Lazio così come in Veneto e in Dalmazia.
Data la scarsità di documenti certi, a oggi il catalogo del Luzzo presenta un numero di opere piuttosto esiguo, aggiunte per la maggior parte sulla base di attribuzioni puramente stilistiche. I pochissimi firmati tuttavia, definiscono un periodo di attività che va dai primi anni del Cinquecento e che si estende sino al 1522. 
I due scomparti con le immagini di san Francesco e del beato Bernardino Tomitano, facenti parte di un perduto polittico realizzato intorno al 1504 per la chiesa di Santa Maria degli Angeli a Feltre rappresentano, tra le opere conservate, la prima testimonianza pittorica dell'attività del Luzzo, a quella data fortemente influenzata dalla pittura di Bartolomeo Montagna. 
Una delle poche opere certe è la pala d'altare raffigurante la Madonna col Bambino e i santi Stefano e Vittore, firmata e datata 1511 e che proviene dalla chiesa di Santo Stefano di Feltre e oggi alla Gemäldegalerie di Berlino, nella quale è stata ravvisata un'evidente componente giorgionesca
Questa affermazione , che la pala sia certamente di Lorenzo Luzzo,  è contraddetta dal manoscritto di Antonio Cambruzzi (1681) che scrive "La palla dell'altare della chiesa di Santo Stefano fu dipinta da Pietro Luzzo feltrino celebre pittore e così la facciata della medesima chiesa con bellissime figure..." 
Inoltre Luzzo - Morto da Feltre- nell'affresco dell'apparizione di Cristo a S. Antonio abate e S. Lucia che decora la sagrestia della chiesa di Ognissanti a Feltre usa , per la data ,lettere latine e non arabe.
Nel 1511, la data del quadro, la chiesa di santo Stefano era inagibile per i danni della guerra cambraica e fu restaurata anni dopo. Lionello Venturi nell'articolo " Pietro, Lorenzo Luzzo e il Morto da Feltre "(1910) su "L'Arte" scrisse a proposito di della stessa pala:" Crow e Cavalcaselle ...credettero.. che Pietro Luzzi fosse realmente l'autore delle opere di Feltre attribuite al Morto e....ritennero che la firma fosse una moderna falsificazione"North Italian painting ,II,219 266. Nella foto a colori del quadro (ora a Berlino), eseguita e finanziata dall'associazione Il Fondaco per Feltre, infatti si nota in corrispondenza dello scritto una sottostante abrasione. 
Non si intende qui cassare un'ipotesi, che è appunto un'ipotesi ,  ma affermare che la ricerca è aperta per i futuri studiosi di Morto da Feltre. 
Un altro lavoro piuttosto noto, attribuito al Luzzo, e databile tra il 1510 ed il 1514, è la pala di Caupo con Madonna in trono e santi. La pala, che rappresenta La Madonna col Bambino e i santi Vito e Modesto è data in prestito dalle Gallerie dell'Accademia di Venezia al Museo Civico di Feltre. Essa è esposta tra l'affresco staccato della Madonna con Bambino (che si può vedere in questa pagina) e il Compianto di Cristo. Interessante notare come sul retro della Madonna con Bambino vi sono dei disegni (probabilmente schizzi per la Venere di casa de' Mezzan) e di putti che si trovano sul retro
Numerosi sono gli affreschi realizzati dal L. sulle facciate di edifici feltrini che fanno riferimento a una cultura artistica di matrice romana: si possono cogliere nell'affresco frammentario sul fronte di un palazzo di via Tezze con Curzio e Giuditta con la testa di Oloferne, e nei dipinti murali sulla facciata di casa Crico disposti su tre registri: Cristo e l'adultera con alcuni riquadri minori ormai quasi illeggibili in corrispondenza del piano nobile, Abramo e Isacco al di sopra, e figure di Virtù e stemmi nel sottotetto. Più difficili da contestualizzare gli affreschi scoperti nel 1934 sulla facciata di un edificio in via Battisti con due ritratti monocromi all'interno di medaglioni e la rappresentazione di Giove e Antiope. All'inizio del terzo decennio, o piuttosto del secondo, il Luzzo lavorò in casa Mezzan, sempre a Feltre: gli si può attribuire con certezza l'Adorazione dei magi dipinta in una delle sale; mentre altre figure mitologiche tra cui una Venere sembrano appartenere ad altra mano. Nuovi studi sono venuti dalle ricerche di Roberto Manescalchi , lo scopritore della "spalliera di grottesche" dipinta per " Mastro Valerio " del convento dell'Annunziata a Firenze ( "vita di Morto da Feltro " G.Vasari" ). Nel libro pubblicato con Alessandro Fiorentino (Morto da Feltre: "di una Venere tra Leonardo e Giorgione" grafica European center of fine arts .Firenze) a proposito della Venere di casa de Mezzan scrive:"A noi oggi i picta parlano di una magnifica Dea, di una meravigiosa Venere, la più affascinnte del suo tempo:la Venere di casa de' Mezzan a Feltre, la Venere del Morto."Nel testo si rileva che l'affresco mostra chiaramente il fenomeno della rifrazione ." Feltre: affrescata su una parete dell'antica abitazione del nobile Niccolò de' Mezzan ,la venere del morto non è soltanto la squisita iconografia dell'ideale femmnino tra Leonardo e Giorgione...La carne tra Firenze e Venezia, ma porta in se' il primo esempio di rifrazione di una particolare anatomico della storia dell'arte."
Probabili soggiorni fuori città negli anni 1516-17 e 1520-21 hanno fatto pensare a un possibile ritorno a Roma. La seconda opera datata del Luzzo infatti, è l'affresco del 1522 con Cristo Risorto tra i santi Antonio Abate e Lucia nella sacrestia della chiesa di Ognissanti a Feltre. In questa composizione, l'artista ha cercato di sintetizzare le componenti veneziana e romana della sua cultura figurativa. A conferma del suo ritorno a Roma, in essa si possono ravvisare chiari riferimenti alla celebre Trasfigurazione di Raffaello del 1518-20 e a quella cronologicamente prossima di Sebastiano Luciani in S. Pietro in Montorio a Roma.
Altre opere attribuite a Morto da Feltre sono:
- la facciata affrescata di palazzo Crico-Tauro con Abramo e, nel registro inferiore, l'adultera
- la facciata di palazzo Avogadro-Tauro con Curzio nel registro inferiore e Giuditta a monocromo in quello superiore tra le due scene, a decorare le eminenze architettoniche, eroti danzanti
- la stanza di Venere affrescata a casa dè Mezzan (scoperta nel 1990)
- i quadri di grottesche affrescate nel talamo di casa dè Mezzan (scoperti nel 1990 nel corso di una ristrutturazione dell'edificio. Le decorazioni che incorniciano le scene della storia della Salvezza sono sovrapponibili a quelle della Domus Aurea)
- la Madonna con Bambino affresco strappato da palazzo Muffoni-Bizzarini in via Mezzaterra a Feltre, ora al Museo Civico
- l'apparizione di Cristo affrescata nella sagrestia di Ognissanti.
- Un "tondo di Madonna" (Giorgio Vasari scrisse che proprio nei tondi di Madonna, Morto era ricercato dai committenti fiorentini) affresco recentemente restaurato e valorizzato nella casa del signor Cino Dall'Armi a palazzo Facen-Orum-Dall'Armi in via Mezzaterra a Feltre.
- Lunetta con san Gerolamo nello studio, nella cappella interna di casa de' Mezzan, scoperta nel 2012
- Tra le opere menzionate da Vasari, egli cita "un vano di una spalliera...per mastro Valerio dè Servi", opera che si pensa ritrovata nel 2003, nel convento dei Serviti a Firenze[12].

Impulso alla riscoperta di tale pittore è venuto dal casuale ritrovamento, proprio a Feltre, di un ciclo pittorico risalente ai primi due decenni del Cinquecento presso casa de Mezzan; esso rappresenta una serie di personaggi mitici (Venere, Ercole, Giove, Urano, Apollo) e narra una storia fantastica sulla fondazione e la rifondazione della città di Feltre, a ridosso della sua quasi totale distruzione durante la guerra Cambraica. Lo stile è ancora una volta quello della pittura romana classica che lascia alle immagini la vitalità del respiro. In particolare per Venere si tratta di una elaborazione dei paesaggi idillico sacrali tipici della pittura romana..